# Beast of Burden
Beast of Burden är en låt av den brittiska gruppen The Rolling Stones, skriven av bandets sångare Mick Jagger och bandets gitarrist Keith Richards. Låten nådde plats #435 på Rolling Stones lista på de 500 bästa sångerna genom tiderna.
Inspelningen på låten började i oktober 1977 och slutade i december 1977. Låten släpptes 1978 på albumet Some Girls och som singel.
Bette Midler fick 1983 en coverhit med låten.

## Listplaceringar

### Bette Midler
| Lista (1983-1984) | Topplacering |
| ----------------- | ------------ |
| Nederländerna     | 11           |
| Norge             | 2            |
| Nya Zeeland       | 4            |
| Sverige           | 2            |